# St. Martin (Langerwehe)

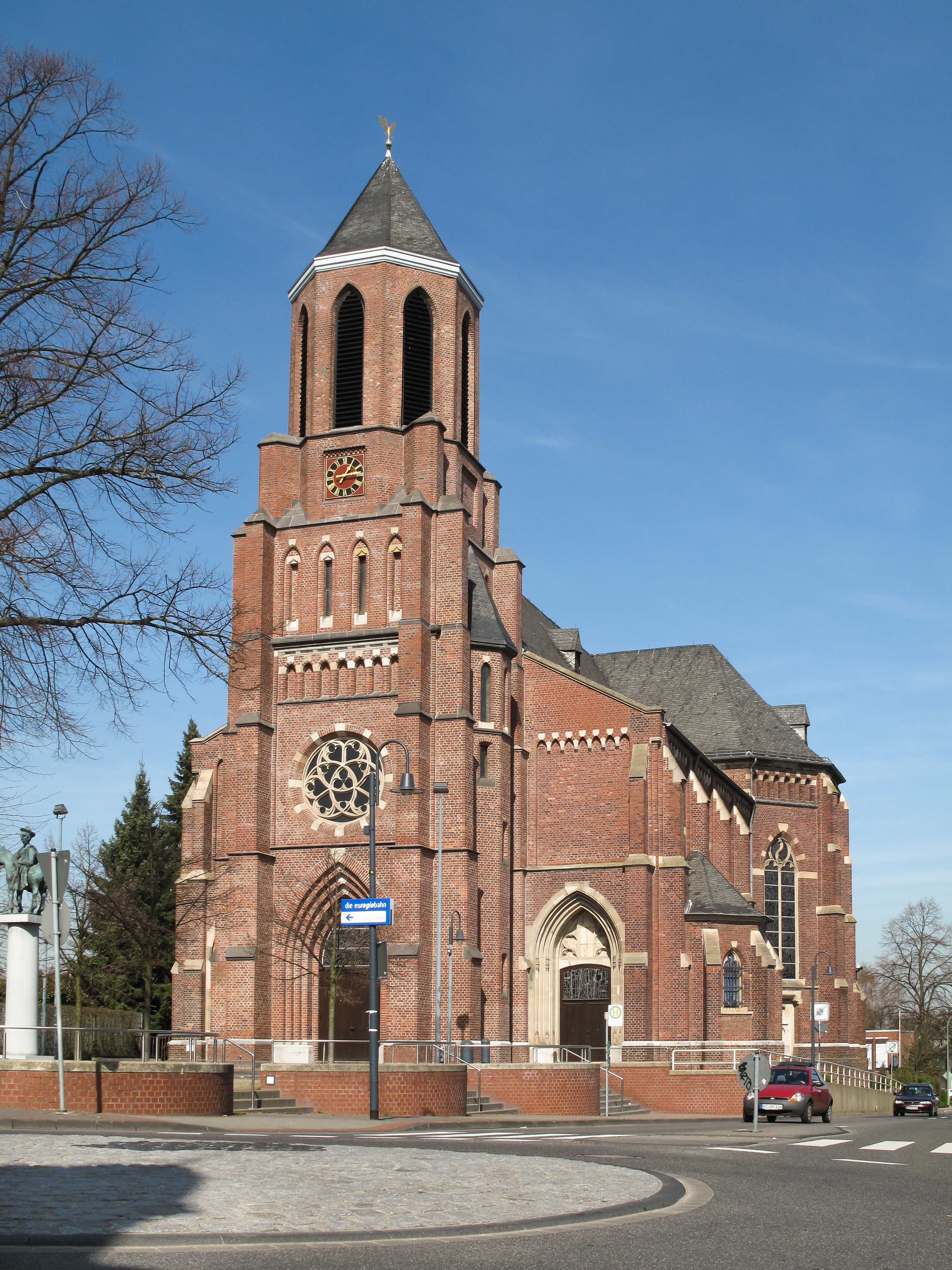
St. Martin in Langerwehe

St. Martin ist die römisch-katholische Pfarrkirche von Langerwehe im Kreis Düren in Nordrhein-Westfalen. 

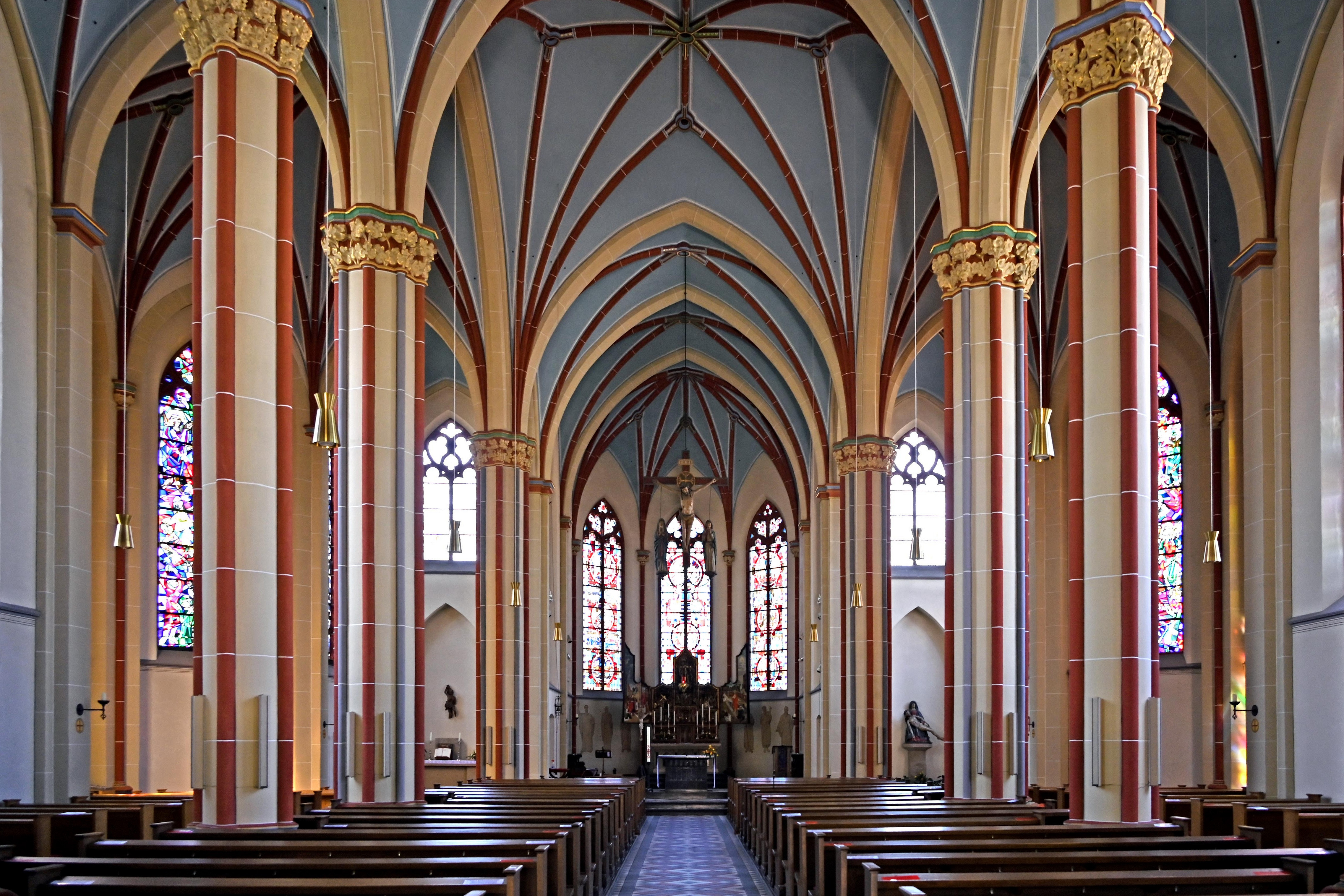
Innenraum mit Blick zum Altar

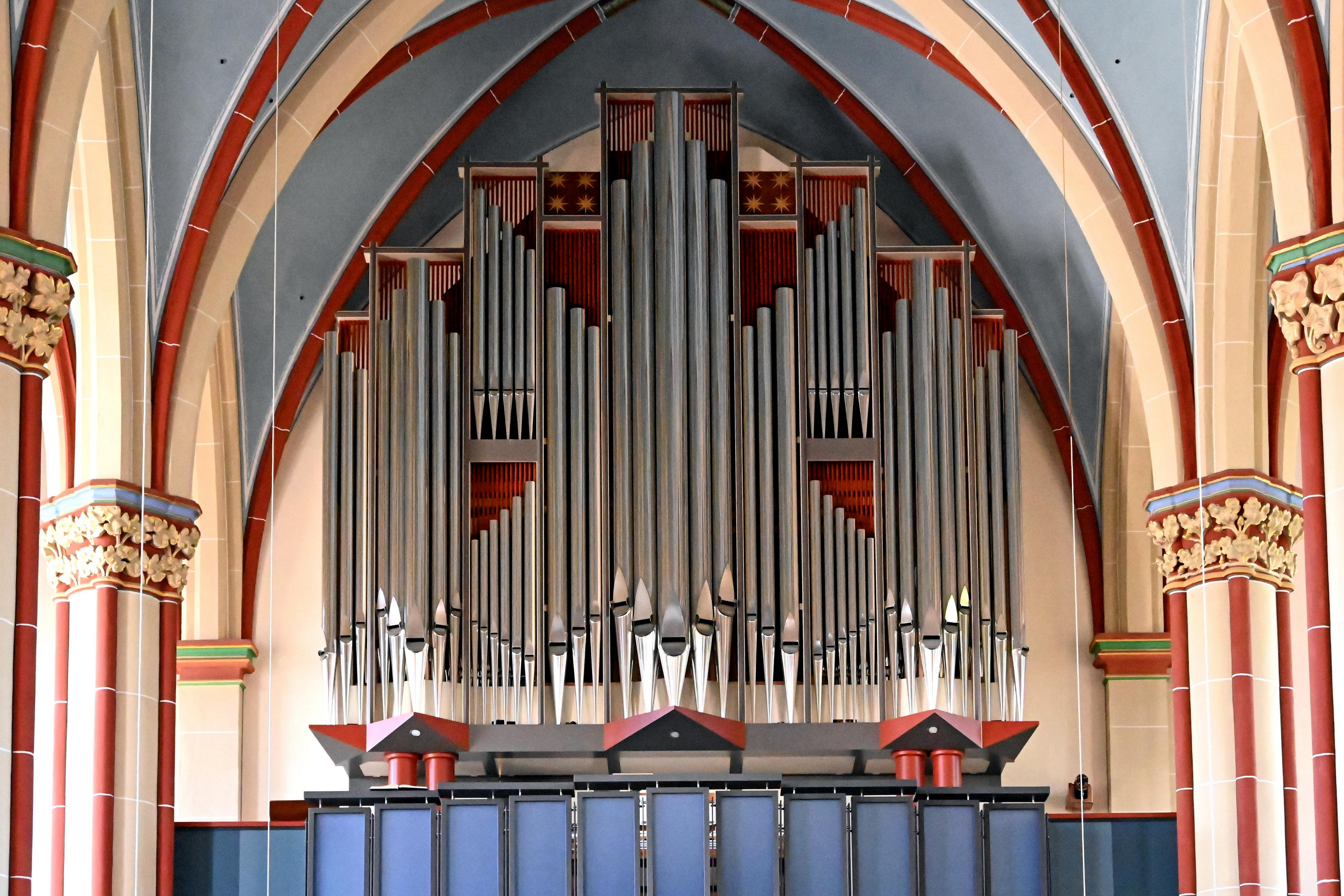
Orgel (2011, Eule Orgelbau)

Die Kirche ist unter Nummer 4 in die Denkmalliste der Gemeinde Langerwehe eingetragen und dem hl. Martin von Tours geweiht.

## Geschichte
Die Kirche St. Martin wurde erbaut, da die alte Pfarrkirche auf dem Rymelsberg zu klein geworden war. Sie wurde von 1903 bis 1906 nach Plänen des Kölner Architekten Theodor Kremer als dreischiffige Hallenkirche mit vorgesetztem Glockenturm, Querschiff und einem dreiseitig geschlossenen Chor im Osten im neogotischen Baustil erbaut. Der erste Spatenstich war am 20. September 1903 und die Grundsteinlegung nahm am 29. Mai 1904 der Kölner Domkapitular Winand Blank vor, in den Grundstein wurde zu diesem Anlass eine Urkunde eingelassen. Nach dreijähriger Bauzeit war die neue Pfarrkirche vollendet, sodass der Kölner Weihbischof Joseph Müller bereits am 31. Mai 1906 im neuen Gotteshaus die Firmung spenden und eine Messe lesen konnte. Die feierliche Kirchweihe erfolgte am 5. Mai 1907 durch den Kölner Erzbischof Antonius Kardinal Fischer.
Im Zweiten Weltkrieg wurden die Obergeschosse des Turmes 1944 aus strategischen Gründen gesprengt. Nach dem Krieg wurde der Turm in vereinfachten Formen wieder aufgebaut.

## Ausstattung
In der Kirche befindet sich ein Antwerpener Schnitzaltar aus dem 16. Jahrhundert. Er stammt aus der Kirche von Kloster Schwarzenbroich. Die Orgel ist ein Werk der Firma Hermann Eule Orgelbau Bautzen aus dem Jahr 2011. Die Orgel besitzt 22 Register, jedoch sind 34 geplant.
Die Kirche Enthält insgesamt 36 Buntglasfenster, 28 von Jonny Lucius aus den Jahren 1956 bis 1960 und fünf von Ernst Jansen-Winkeln aus den Jahren 1987 und 1988 sowie drei Fenster in der Taufkapelle von Ludwig Schaffrath aus dem Jahr 1990. Zumeist sind ornamentale Kompositionen dargestellt, aber einige Fenster haben auch biblische Themen zum Inhalt. So stellen etwa die sechs Fenster des Querschiffs Szenen aus dem Leben von Heiligen dar.

## Glocken
Im Jahr 1928 hatte die Glockengießerei Otto aus Hemelingen/Bremen drei Bronzeglocken mit den Tönen h0 – e' – g' und einem Gesamtgewicht von 4, 5 Tonnen geliefert. Alle drei Glocken fielen der Glockenvernichtung des Zweiten Weltkrieges zum Opfer. Als Ersatz schaffte sich die Gemeinde im Jahr 1957 drei Stahlglocken an, die in einem eventuell neuen Krieg nicht beschlagnahmt würden. Im Jahr 1960 wurde die Glockengießerei Otto mit dem Guss einer neuen Bronzeglocke beauftragt. Ihr Ton passte jedoch nicht zu den Stahlglocken des Bochumer Vereins, weshalb sie heute in der alten Martinskirche hängt.
| Name                 | Schlagton | Gießer                                     | Gussjahr |
| -------------------- | --------- | ------------------------------------------ | -------- |
| 1. Christusglocke    | c¹ +/-0   | Bochumer Verein für Gussstahlfabrikationen | 1965     |
| 2. Apollinarisglocke | d¹ +/-0   | Bochumer Verein für Gussstahlfabrikationen | 1957     |
| 3. Martinusglocke    | f¹ +2     | Bochumer Verein für Gussstahlfabrikationen | 1957     |
| 4. Marienglocke      | g¹ +1     | Bochumer Verein für Gussstahlfabrikationen | 1957     |

Motiv: „Christ ist entstanden“
Alle vier Glocken erklingen nur zu den höchsten Feiertagen, an Sonntagen im Jahreskreis erklingt ein Teilgeläute.

## Pfarrer
Folgende Priester wirkten bislang als Pfarrer an St. Martin:
- –1844: Gottfried Kops[12]
- 1844–1861: Franz Joseph Hubert Aloys Koerfer[13]
- 1861–1874: Wilhelm Lückerath[14]
- 1874–1887: Vakant[15]
- 1887–1897: Laurenz Gossen[16]
- 1897–1921: Karl Engelbert Kallen[17]
- 1921–1940: Kaspar Fasbender
- 1940–1953: Leonhard Netten
- 1953–1970: Hans Steffens
- 1971–1984: Josef Esser
- 1984–1997: Klaus Adalbert Hellebrandt
- 1997–2009: Rüdiger Hagens
- 2009–2025: Heinz Portz
- Seit 2025: Klemens Gößmann